# Agnes Armour
Agnes Armour (* 9. Januar 1975) ist eine ungarisch-amerikanische Handballspielerin. Sie spielt derzeit beim Verein Los Angeles THC.
Armour ist in Ungarn geboren, wo sie mit zehn Jahren mit dem Handballspielen begann. In Ungarn spielte sie für FTC Budapest, Vasas Budapest und Spartacus Budapest. Parallel lief sie für die ungarische Jugend-, Junioren- sowie Frauen-Nationalmannschaft auf. Später schloss sich Armour Los Angeles THC an.

## Erfolge
- 8. Platz mit der amerikanischen Frauen-Handballnationalmannschaft bei der Handball-Panamerikameisterschaft der Frauen 2013[1]